# Ericeia
Ericeia är ett släkte av fjärilar. Ericeia ingår i familjen nattflyn.

## Bildgalleri

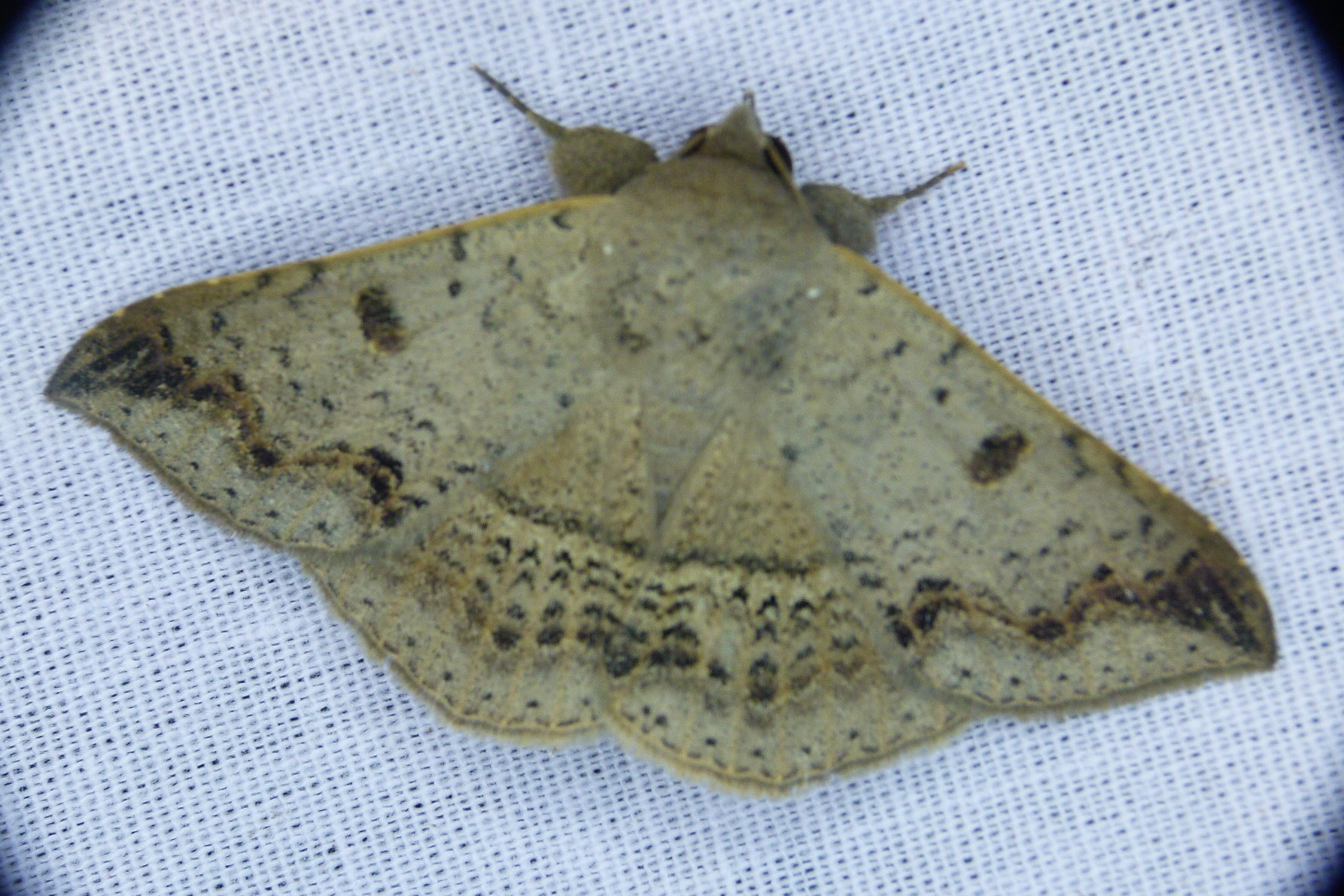

## Dottertaxa tillEriceia, i alfabetisk ordning[1]
- Ericeia acutangula
- Ericeia albangula
- Ericeia aliena
- Ericeia amanda
- Ericeia amplipennis
- Ericeia apicalis
- Ericeia biplagiella
- Ericeia brunneistriga
- Ericeia brunnescens
- Ericeia canipuncta
- Ericeia carnea
- Ericeia certilinea
- Ericeia comitata
- Ericeia congregata
- Ericeia congressa
- Ericeia deficiens
- Ericeia dodo
- Ericeia dysmorpha
- Ericeia elongata
- Ericeia epitheca
- Ericeia eriophora
- Ericeia euryptera
- Ericeia eurytaenia
- Ericeia fraterna
- Ericeia fuscipuncta
- Ericeia gonioptila
- Ericeia goniosema
- Ericeia hirsutitarsus
- Ericeia inangulata
- Ericeia infirma
- Ericeia intextilia
- Ericeia intracta
- Ericeia iopolia
- Ericeia kofintjiensis
- Ericeia leichardtii
- Ericeia levuensis
- Ericeia lituraria
- Ericeia maxima
- Ericeia nauarchia
- Ericeia occidua
- Ericeia optativa
- Ericeia optatura
- Ericeia pallidula
- Ericeia pampoecila
- Ericeia perfidiosa
- Ericeia pertendens
- Ericeia plaesiodes
- Ericeia rectifascia
- Ericeia rectimargo
- Ericeia rhanteria
- Ericeia robinsoni
- Ericeia sandii
- Ericeia setosipedes
- Ericeia sobria
- Ericeia spilophracta
- Ericeia spodiadplaca
- Ericeia statina
- Ericeia subcinerea
- Ericeia subsignata
- Ericeia taedia
- Ericeia terrena
- Ericeia umbrosa
- Ericeia waterstoni